# Виннички
Виннички (укр. Виннички) — село в Давыдовской сельской общине Львовского района Львовской области Украины.
Население по переписи 2001 года составляло 671 человек, а в 2024 году составляло 663 человека. Занимает площадь 1,65 км². Почтовый индекс — 81150. Телефонный код — 3230.